# 2014年ソチオリンピックのチェコ選手団
2014年ソチオリンピックのチェコ選手団（2014ねんソチオリンピックのチェコせんしゅだん）は、2014年2月7日から23日までロシアのソチで開催された2014年ソチオリンピックのチェコ選手団、およびその競技結果。

## 概要
今大会は金メダル2個、銀メダル4個、銅メダル3個、計9個のメダルを獲得した。

## メダル
| メダル | 選手名 | 競技             | 種目               |
| ------ | --- | ---------------- | ------------------ |
| 金     | エバ・サムコワ                                                                                            | スノーボード     | スノーボードクロス |
| 金     | マルティナ・サーブリーコヴァー                                                                            | スピードスケート | 女子3000m          |
| 銀     | マルティナ・サーブリーコヴァー                                                                            | スピードスケート | 女子5000m          |
| 銀     | オンドジェイ・モラベツ                                                                                    | バイアスロン     | 男子パシュート     |
| 銀     | ガブリエラ・スーカロヴァー                                                                                | バイアスロン     | 女子マススタート   |
| 銀     | ヴェロニカ・ヴィトコヴァー ガブリエラ・スーカロヴァー ヤロスラフ・ソウクプ オンドジェイ・モラベツ         | バイアスロン     | 男女混合リレー     |
| 銅     | ヤロスラフ・ソウクプ                                                                                      | バイアスロン     | 男子スプリント     |
| 銅     | オンドジェイ・モラベツ                                                                                    | バイアスロン     | 男子マススタート   |
| 銅     | エヴァ・プスカルチーコヴァー ガブリエラ・スーカロヴァー イトゥカ・ランドヴァー ヴェロニカ・ヴィトコヴァー | バイアスロン     | 女子リレー         |